# Paulo Schiller
Paulo Schiller (São Paulo, 1952) é psicanalista, escritor, professor e tradutor de mais de 20 obras literárias, bem como médico pediatra formado pela Universidade de São Paulo (USP).

## Contribuições em Psicanálise
Além da prática clínica desde 1987, Paulo Schiller coordenou durante 12 anos o Serviço de Psicologia e Psicanálise do Departamento de Oncologia Pediátrica da UNIFESP (GRAACC). O trânsito entre medicina e psicanálise também se deu pelo seu trabalho durante 33 anos como neonatologista no Hospital e Maternidade São Luiz, em São Paulo.
Desde 2008, Schiller atua como professor no Centro de Estudos Psicanalíticos (CEP) de São Paulo, onde leciona no curso de formação em psicanálise e conduz seminários anuais teóricos e clínicos. Sua ênfase é em temas como Psicossomática, Psicoses, Histórias Familiares e Medicalização Desnecessária ou Excessiva.
Schiller contribuiu em capítulos de livros da área, como Psicossoma III - Interfaces da Psicossomática, publicado pelo Instituto Sedes Sapientiae, e Tradução e Psicanálise, editora 7 Letras. Ele também escreveu o prefácio de A psicanálise e os Lestes, editora Annablume, de Paulo Sérgio de Souza Jr.
Como psicanalista, Paulo Schiller foi fonte de consulta para grandes veículos de comunicação e  participou de diversas iniciativas de divulgação científica e cultural, como o Café Filosófico na TV Cultura e o podcast Meu Inconsciente Coletivo, de Tati Bernardi, que a cada episódio discute a clínica de seu convidado.

## Carreira Literária e Traduções
Paulo Schiller é reconhecido por seu trabalho como escritor e tradutor, com destaque para suas traduções de obras literárias da Hungria para o público brasileiro.
De ascendência húngara, ele é uma referência no idioma. Foi responsável por revisar termos do livro Budapeste de Chico Buarque, de 2003, e em 2011, foi mediador convidado da Festa Literária Internacional de Paraty (FLIP), em painel que contou com a presença do escritore húngaro Péter Esterházy e do francês Emmanuel Carrère.
Schiller também traduziu obras do inglês e do francês  e escreveu resenhas literárias para os jornais O Estado de S. Paulo, Folha de S.Paulo e Revista 451.

### Livros publicados
• A paixão pela mentira: a família e as tiranias. São Paulo: Editora Todavia. 2025. ISBN: 978-65-5692-852-4
• A Vertigem da Imortalidade: Segredos, Doenças. São Paulo: Companhia das Letras . 2000. ISBN: 85-359-0016-0
• O médico a doença e o inconsciente: a psicossomática à luz da psicanálise. Rio de Janeiro: Editora Revinter: 1991. ISBN: 85-85228-37-7

### Traduções

#### Do húngaro:[10]
• O Legado de Eszter, de Sándor Márai. São Paulo: Companhia das Letras. 2001. ISBN: 978-85-359-0159-7
• A Língua Exilada, de Imre Kertész. São Paulo: Companhia das Letras. 2002. ISBN: 85-359-0590-1
• Veredicto em Canudos, de Sándor Márai. São Paulo: Companhia das Letras. 2002. ISBN: 978-85-359-0234-1
• Sem Destino, de Imre Kertész. São Paulo: Editora Planeta do Brasil. 2003. ISBN: 85-7479-573-9
• Rebeldes, de Sándor Márai. São Paulo: Companhia das Letras. 2004. ISBN: 978-85-359-0540-3
• Liquidação, de Imre Kertész. São Paulo: Companhia das Letras. 2005. ISBN: 85-359-0758-0
• O Poste de Vapor, de Ferenc Molnár. São Paulo: Cosac Naify. 2005. ISBN: 85-7503-432-4
• Confissões de um Burguês, de Sándor Márai. São Paulo: Companhia das Letras. 2006. ISBN: 85-359-0901-X
• O Viajante e o Mundo da Lua, de Antal Szerb. Rio de Janeiro: Ediouro. 2007. ISBN: 978-85-00-01797-1
• De Verdade, de Sándor Márai. São Paulo: Companhia das Letras. 2008. ISBN: 978-85-359-1205-0
• Libertação, de Sándor Márai. São Paulo: Companhia das Letras. 2009. ISBN: 978-85-359-1557-0
• O Rei Branco, de György Dragomán. Rio de Janeiro: Intrínseca. 2009. ISBN: 978-85-98078-47-2
• Uma Mulher, de Péter Esterházy. São Paulo: Cosac Naify. 2010. ISBN: 978-85-7503-887-1
• Das Aventuras de Esti, de Péter Eszterházy.
• Os Verbos Auxiliares do Coração, de Péter Esterházy. São Paulo: Cosac Naify. 2011. ISBN: 978-85-7503-78-74
• O companheiro de viagem, de Gyula Krúdy. São Paulo: Cosac Naify. 2011. ISBN: 978-85-7503-206-0
• Contos húngaros. Seleção e tradução. São Paulo: Hedra. 2012. ISBN: 978-85-65206-23-5. (Foi incluído no programa nacional de bibliotecas públicas.)
• Dostoiévski lê Hegel na Sibéria e cai em prantos, de László Földényi. Revista Serrote número 15. São Paulo: Instituto Moreira Salles. 2013.
• O vale do fim do mundo, de Sándor Lénard. São Paulo: Cosac Naify. 2013. ISBN: 978-85-405-0457-8 
• Cinco poemas de guerra, de Miklós Radnóti.
• Sátántangó, de László Krasznahorkai. São Paulo: Companhia das Letras. 2022. ISBN: 978-65-5921-115-9
• A Bíblia, de Péter Nádas. São Paulo: Todavia. 2023. ISBN: 978-65-5692-532-5
Do inglês:
• A megalomania de Freud, de Israel Rosenfield. São Paulo: Companhia das Letras. 2001. ISBN: 85-359-0135-3
• O retrato de Dorian Gray, de Oscar Wilde. São Paulo: Penguin/Companhia. 2012. ISBN: 978-85-63560-43-8
• Continente Selvagem, de Keith Lowe. Tradução em colaboração com Rachel Botelho. Rio de Janeiro: Jorge Zahar. 2017. ISBN: 978-85-378-1644-8
• Coração das Trevas, de Joseph Conrad. São Paulo: Ubu Editora. 2019. ISBN: 978-85-7126-029-0 - romance que inspirou Apocalypse Now, de Francis Coppola
• Nove vidas, de William Dalrymple. São Paulo: Companhia das Letras. 2012. ISBN: 978-85-359-2101-4
• A história do amor, de Nicole Krauss. São Paulo: Companhia das Letras. 2006. ISBN: 85-359-0793-9
• A interpretação do assassinato, de Jeb Rubenfeld. São Paulo: Companhia das Letras. 2007. ISBN: 978-85-359-106-3
• Mapas, de Nuruddin Farah. São Paulo: Companhia das Letras. 2003. ISBN: 978-85-359-0325-6
• Sigmund Freud, de Ralph Steadman. Com Daniel Schiller. Rio de Janeiro: Ediouro. 2007. ISBN: 978-85-00-02143-5
• O coração denunciador, de Edgard Allan Poe em Contos fantásticos do século XIX escolhidos por Italo Calvino. São Paulo: Companhia das Letras. 2004. ISBN: 978-85-359-0502-1
• Chickamauga, de Ambrose Bierce em Contos fantásticos do século XIX escolhidos por Italo Calvino. São Paulo: Companhia das Letras. 2004. ISBN: 978-85-359-0502-1
Do francês:
• Variações sobre As bucólicas de Virgílio de Paul Valéry em Clássicos da Teoria da Tradução. Volume 2: francês-português. Universidade Federal de Santa Catarina – Núcleo de Tradução. 2004. 
• As duas mães de Mila, de Clara Vidal, São Paulo: Edições SM. 2006. ISBN: 85-7675-150-X

### Capítulos em livros
• As psicossomáticas em Psicossoma III de Rubens Marcelo Volich, Flávio Carvalho Ferraz e Wagner Ranna (organizadores). São Paulo: Casa do Psicólogo. 2003. ISBN: 85-7396-266-6
• Inconsciente e Tradução em Tradução e psicanálise, de Pedro Heliodoro Tavares e Walter Carlos Costa (orgs.). Rio de janeiro: 7 Letras. 2013. ISBN: 978-85-421-0129-4
• Prefácio em A psicanálise e os lestes, de Paulo Sérgio de Souza Jr. (organizador). São Paulo: Annablume. 2017. ISBN: 978-85-391-0876-3

### Artigos online
• Labirintos na planície, em Cadernos de Tradução. UFSC. 2001 
• Reflexões sobre o bilinguismo, em Cadernos de Literatura em Tradução. USP. 2017 
• Imre Kertész e o desterro humano, em Cadernos de Literatura em Tradução. USP. 2017 

## Palestras, entrevistas e outras colaborações
• Participação do podcast Meu Insconsiente Coletivo, de Tati Bernardi. 2021.
• Participação no programa Café filosófico: Ser Pai. 2009 
• Entrevista para a Editora Cosac Naify sobre a tradução de Os Verbos Auxiliares do Coração, de Péter Eszterházy. 2011 
• Participação no simpósio: Medicalização da adolescência. 2010 
• Leituras do poema No Meio do Caminho, de Carlos Drummond de Andrade. Instituto Moreira Salles. 2010 
• Entrevista para o Instituto Criança é Vida. 2017
• Live do Valor: Paulo Schiller, psicanalista e tradutor, fala sobre o impacto da pandemia na sociedade. 2021 

## Prêmios
Em 2001, recebeu o Prêmio APCA de tradução pela obra O Legado de Eszter de Sándor Márai, e em 2002 foi finalista do Prêmio Jabuti pela tradução de O Companheiro de Viagem de Gyula Krúdy. Em 2023, sua tradução do romance Sátántangó foi contemplada com o Prêmio Paulo Rónai de tradução da Fundação Biblioteca Nacional.